# 塞族共和国军
塞族共和国军（羅馬化：Vojska Republike Srpske）是波斯尼亚和黑塞哥维那自治实体塞族共和国的武装力量，曾参与波斯尼亚战争。
2003年起该军队与波斯尼亚和黑塞哥维那武装力量合并。2006年6月6日，该军队完全与波斯尼亚和黑塞哥维那武装力量合并，并受波斯尼亚与黑塞哥维那国防部統一指挥。
2005年曾与境内的波斯尼亚、克罗地亚武装一同参加美国领导的伊拉克作战任务。